# Palissandre

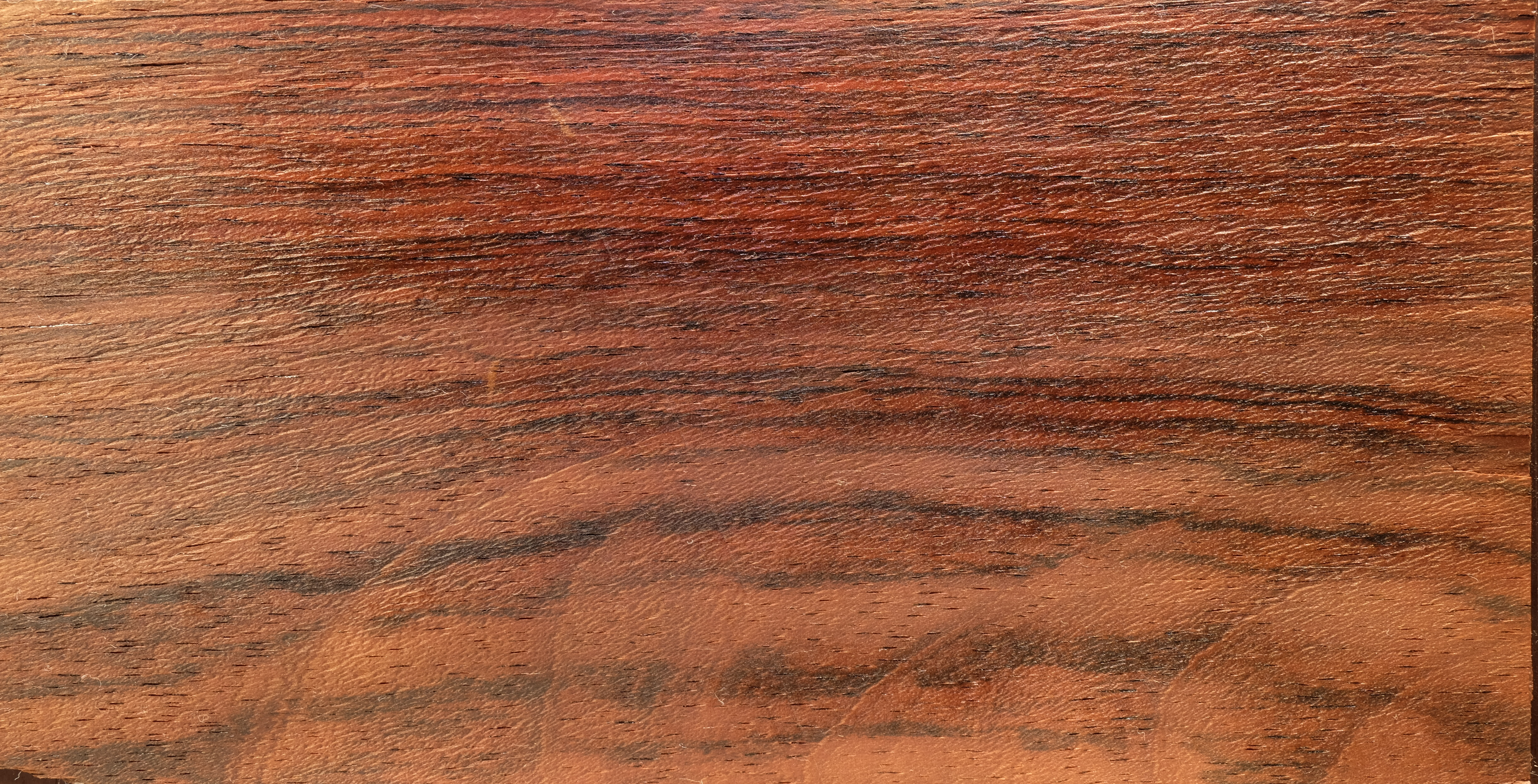
Palissandre de Rio.

L'appellation palissandre regroupe différentes essences de bois, du genre Dalbergia (famille des Fabaceae), poussant sous les tropiques, notamment au Brésil, en Inde, en Amérique ou à Madagascar, parmi lesquelles l'espèce la plus recherchée est Dalbergia nigra appelée en France « palissandre de Rio » et au Brésil Jacaranda da Bahia (qui n'a pas de lien avec le genre Jacaranda). Sa densité est comprise entre 0,85 et 1,00, de sorte qu'il flotte à peine.

## Description et historique

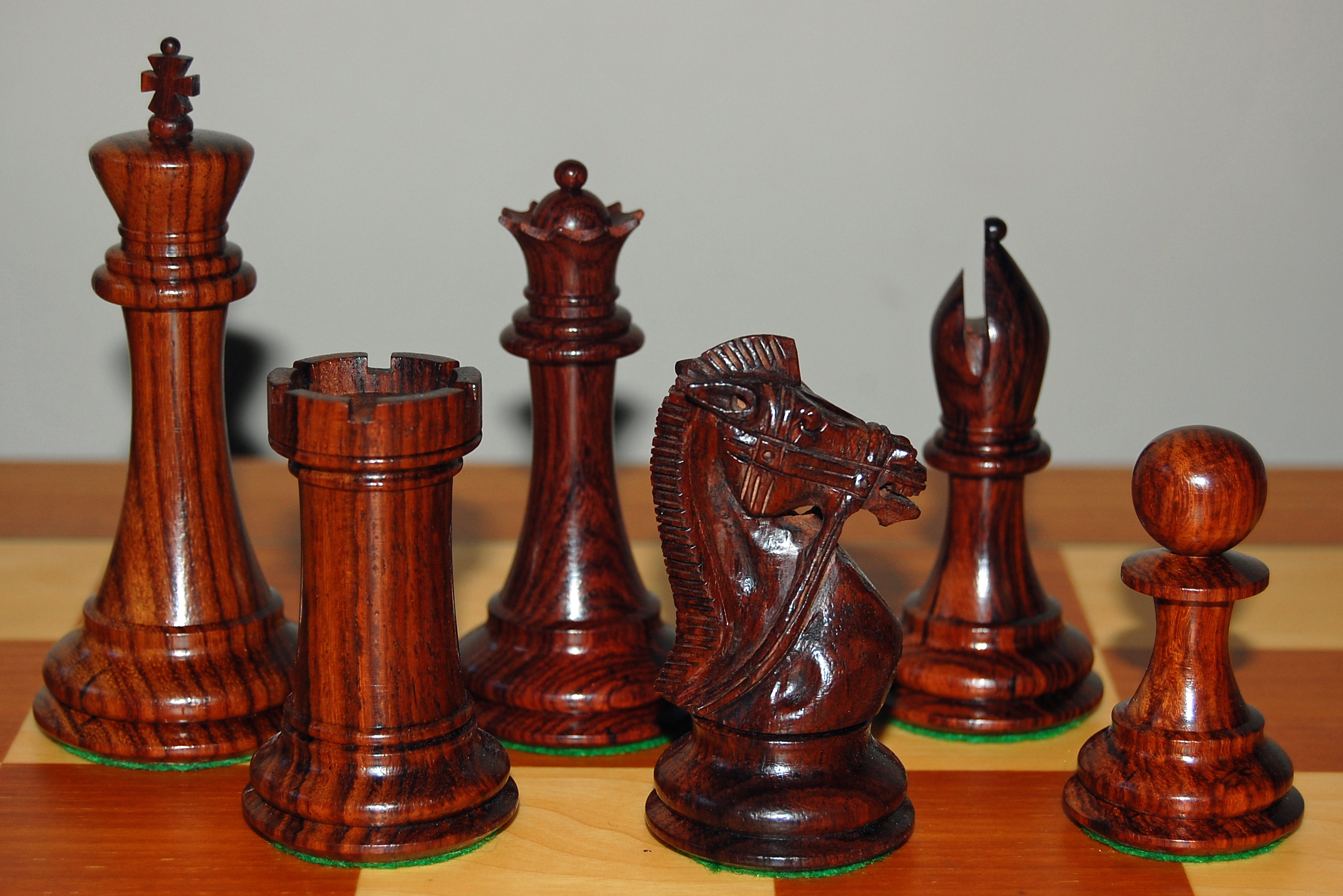
Jeu d'échecs en palissandre Dalbergia latifolia.

Les palissandres sont des bois très denses, très durs et résistants à l'humidité et à la vermine, pouvant présenter différentes couleurs. Leurs grandes qualités tant mécaniques et acoustiques qu'esthétiques en ont fait des bois très recherchés dès le XVIIIe siècle pour réaliser notamment des meubles haut de gamme et des instruments de musique (le basson français est en palissandre de Rio, le corps, les éclisses et la touche d'un grand nombre de guitares, certaines clarinettes, les chevilles, le cordier et le bouton de certains violons, altos, violoncelles, contrebasses, les lames de certains xylophones et de marimbas également). On rencontre aussi souvent des quenas (flûte des Andes) intégralement en palissandre.
C'est aussi un bois souvent utilisé pour réaliser des sculptures puisque, malgré sa solidité, il est assez facile à sculpter. Les pièces « noires » des jeux d'échecs haut de gamme sont ainsi souvent réalisées en palissandre.
En raison de son aspect proche bien que généralement plus clair, l'espèce Libidibia ferrea est surnommée "palissandre de Santos", bien que n'étant pas du genre Dalbergia.

## Protection
Le commerce du palissandre de Rio, victime de la surexploitation, est désormais[Depuis quand ?] totalement interdit pour tous les spécimens coupés après 1992. Le dalbergia de Madagascar est une essence protégée depuis mars 2013 et depuis sous embargo commercial international,. Un permis est exigé pour pouvoir voyager avec des objets en palissandre, afin de prouver qu'ils ont été produits avant l'entrée en vigueur de l'interdiction. En 2019, la CITES instaure une exception pour les instruments de musique, qui ne représentent que 5% du volume des palissandres commercialisés.

## Utilisation

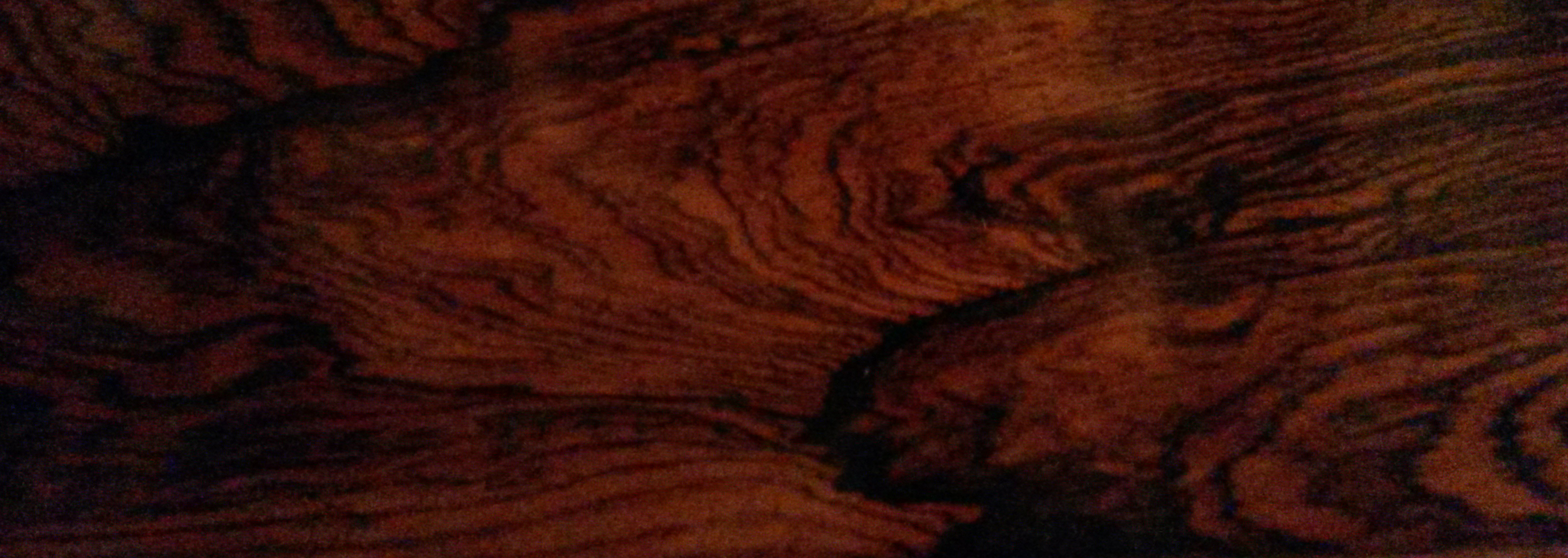
Un placage de palissandre de Rio sur un meuble français du XVIIIe siècle

Le palissandre étant très coûteux, il fut surtout utilisé en placage pour le mobilier depuis le XVIIe siècle en Europe occidentale (bien que l'on trouve des meubles en bois massif, en particulier dans le mobilier anglais). La finition est le plus souvent vernie (au tampon), ce qui met en valeur les contrastes de la veine de ces bois sombres.

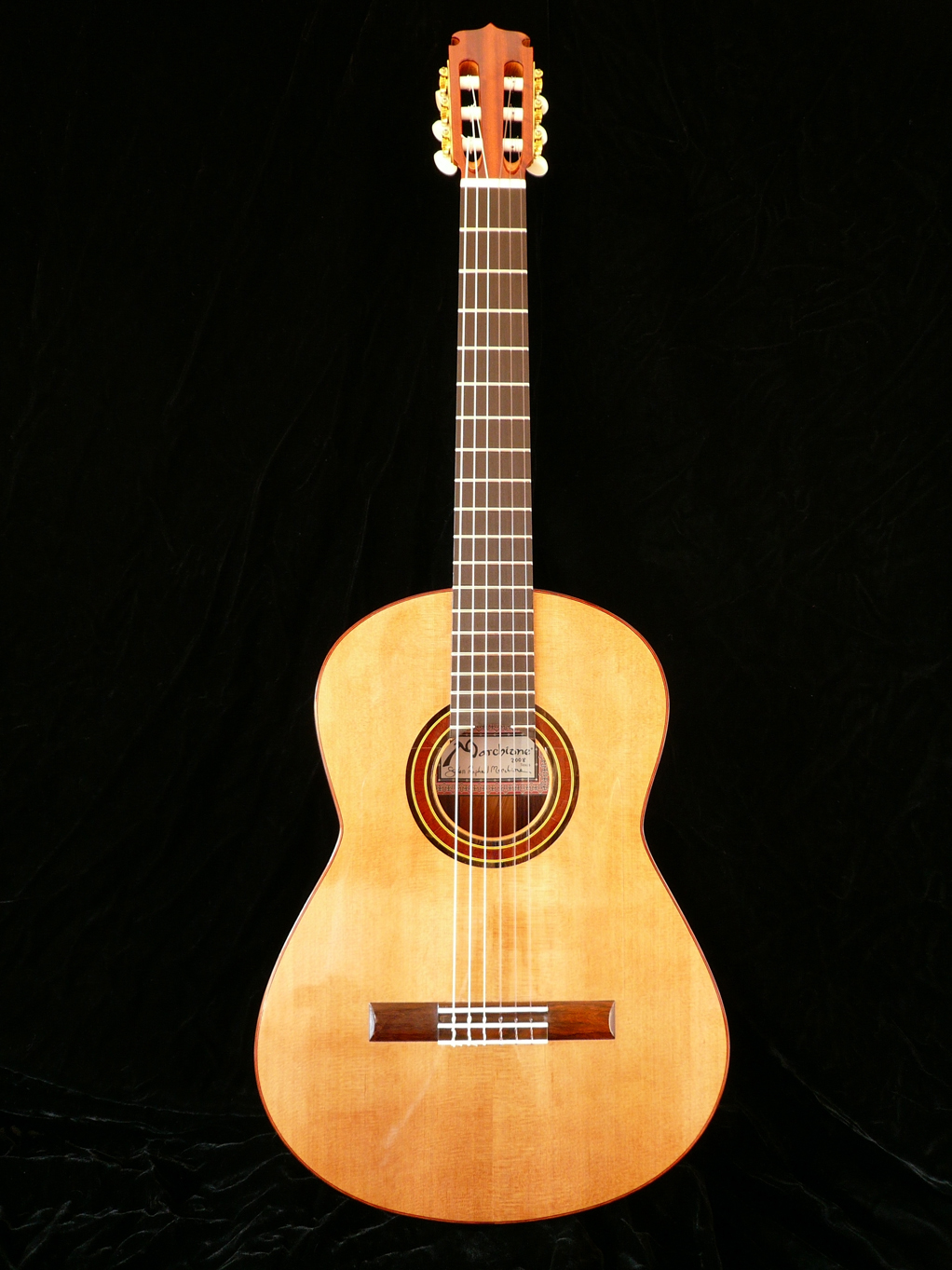
Guitare classique avec une touche de manche en palissandre d'Inde.

La touche des manches de guitares électriques et acoustiques est souvent de palissandre, alors que beaucoup d'autres instruments à cordes, tels le violon, utilisent plutôt l'ébène pour la touche, plus dur que le palissandre, mais nécessitant un certain entretien pour éviter les fissures.
Du fait de l'interdiction des palissandres de Rio et de Madagascar, la rareté des stocks et le prix astronomique des rares planches apparaissant sur le marché ont conduit les luthiers à se tourner vers le palissandre indien (Dalbergia latifolia) et beaucoup de guitares classiques possèdent des éclisses et un fond en palissandre indien.

## Symbolique
Dans la liste des anniversaires de mariage, les noces de palissandre sont célébrées après 65 ans de mariage.